# 托利托利
托利托利（Tolitoli或Toli-toli）是印度尼西亚中苏拉威西省的一个城镇，是托利托利县的县治所在，位于苏拉威西岛米纳哈萨半岛西北，西滨苏拉威西海。2010年统计，托利托利所在的包兰区（Kecamatan Baolan）共有63,072人。
苏丹巴蒂兰机场位于托利托利以北十公里。

## 资料来源
1. ↑  Biro Pusat Statistik, Jakarta, 2011.